# Oonopoides
Genre
Oonopoides est un genre d'araignées aranéomorphes de la famille des Oonopidae.

## Distribution
Les espèces de ce genre se rencontrent du Sud de l'Amérique du Nord au Nord de l'Amérique du Sud.

## Liste des espèces
Selon World Spider Catalog (version 22.5, 28/09/2021) :
- Oonopoides anoxus (Chickering, 1971)
- Oonopoides bolivari Dumitrescu & Georgescu, 1987
- Oonopoides cartago Platnick & Berniker, 2013
- Oonopoides catemaco Platnick & Berniker, 2013
- Oonopoides cavernicola Dumitrescu & Georgescu, 1983
- Oonopoides chicanna Platnick & Berniker, 2013
- Oonopoides cristo Platnick & Berniker, 2013
- Oonopoides endicus (Chickering, 1972)
- Oonopoides habanensis Dumitrescu & Georgescu, 1983
- Oonopoides hondo Platnick & Berniker, 2013
- Oonopoides humboldti Dumitrescu & Georgescu, 1983
- Oonopoides iviei Platnick & Berniker, 2013
- Oonopoides kaplanae Platnick & Berniker, 2013
- Oonopoides maxillaris Bryant, 1940
- Oonopoides mitchelli (Gertsch, 1977)
- Oonopoides orghidani Dumitrescu & Georgescu, 1983
- Oonopoides pallidulus (Chickering, 1951)
- Oonopoides pilosus Dumitrescu & Georgescu, 1983
- Oonopoides secretus (Gertsch, 1936)
- Oonopoides singularis Dumitrescu & Georgescu, 1983
- Oonopoides upala Platnick & Berniker, 2013
- Oonopoides zullinii Brignoli, 1974

## Publication originale
- Bryant, 1940 : « Cuban spiders in the Museum of Comparative Zoology. » Bulletin of the Museum of Comparative Zoology, vol. 86, p. 247-554 (texte intégral).